# Obusier M1, 155 mm
Pour les articles homonymes, voir Obusier M1 et M1.

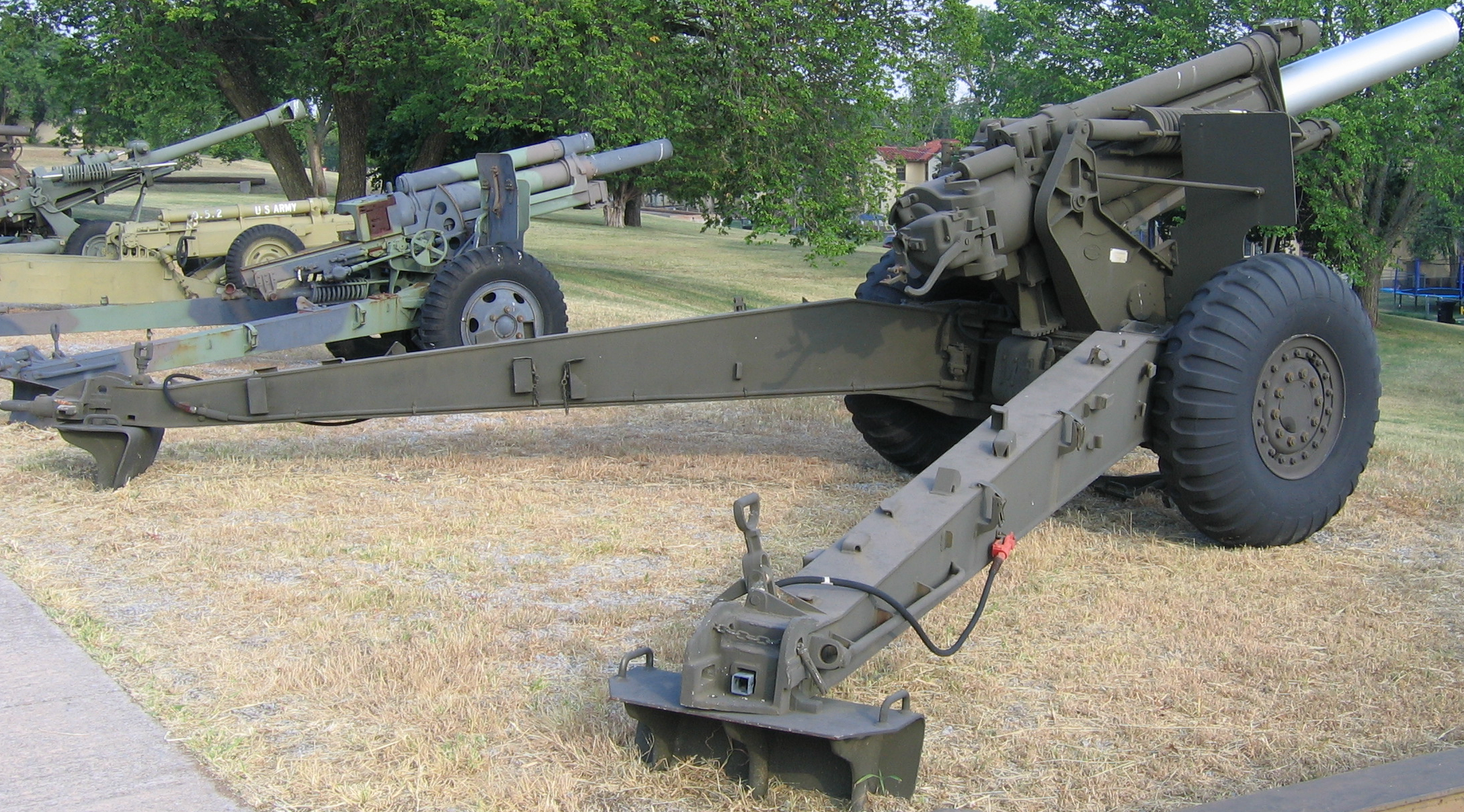
U.S. Army Field Artillery Museum, Ft. Sill, Oklahoma

L'obusier M1, 155 mm est une pièce d'artillerie moyenne utilisée par les forces armées des États-Unis durant la Seconde Guerre mondiale, à partir de 1942.

## Description
Aujourd'hui nommé M114, il fut produit à environ 6 000 exemplaires, et est encore utilisé (début des années 2020) par plusieurs pays.
Les forces armées des États-Unis l'ont remplacé à partir des années 1980 par le M198.

## Opérateurs et anciens opérateurs

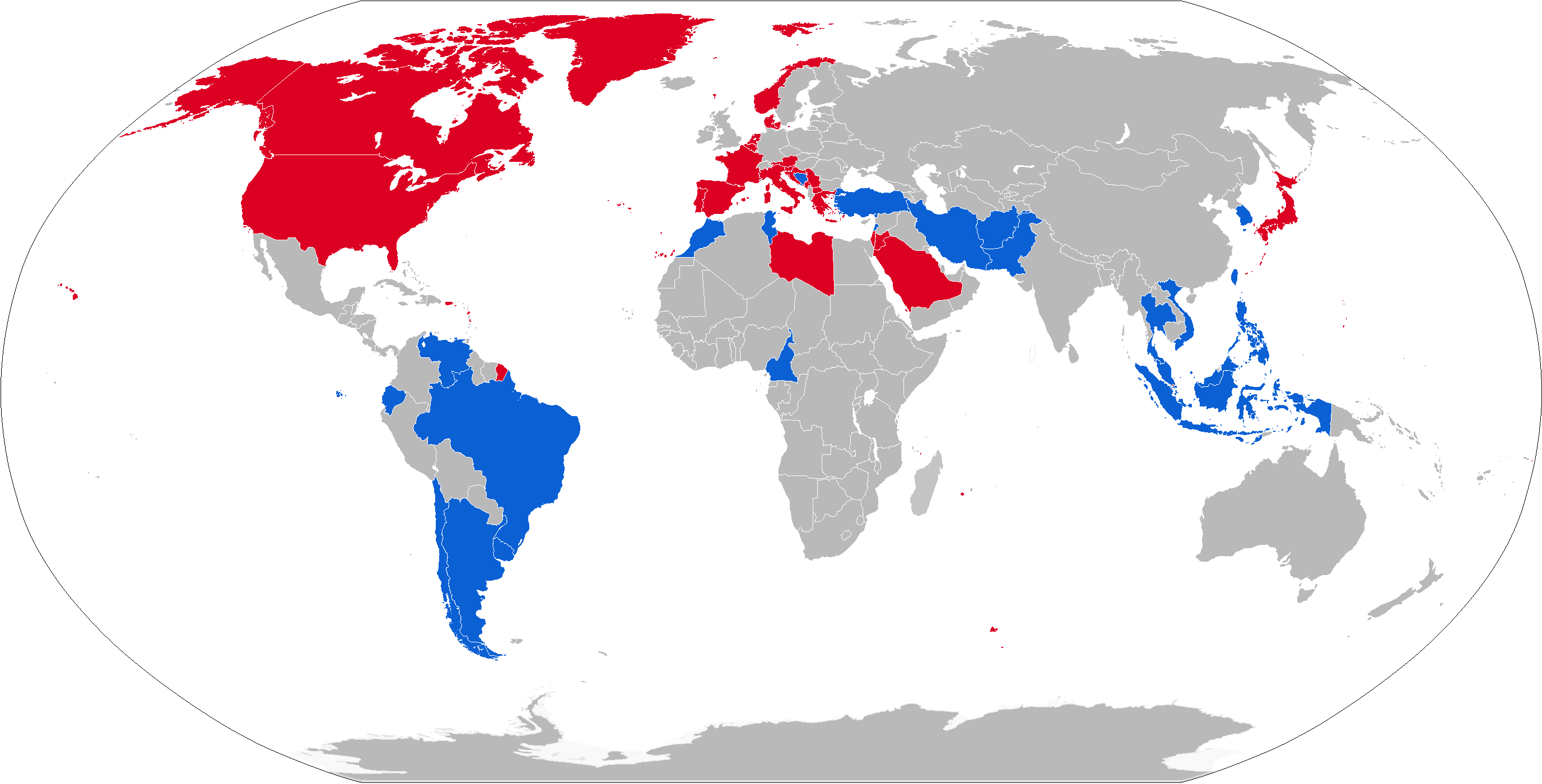
Opérateurs du M114 en bleu et anciens opérateurs en rouge en 2015.

- Allemagne de l'Ouest : 100 perçu à la création de la Bundeswehr en 1955, retiré dans les années 1980.
- Brésil : en service en 2023
- Espagne[1] remplacé dans les années 2000 par le Santa Bárbara Sistemas 155/52.
- États-Unis
- France : remplacé par l'obusier de 155 mm modèle 1950.
- Grèce : en stock en 2024
- Portugal : 24 en parc en 2021[2].
- Ukraine : don du Portugal (5 pièces en 2022) et de la Grèce (~ 70 pièces en 2024) à la suite de l'invasion russe démarré en 2022[3]. Déployés sur la ligne de front en 2025[4].